# 土耳其國民運動

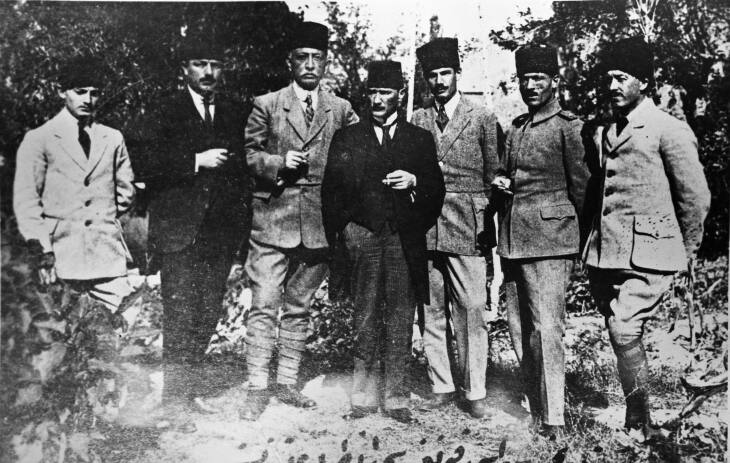
錫瓦斯會議時的行動成員。

土耳其國民運動（土耳其語：Türk Ulusal Hareketi）是土耳其革命的政治和軍事活動，導致土耳其共和國的建立和形成，是第一次世界大戰以後鄂圖曼帝國分裂的結果。土耳其人在穆斯塔法·凱末爾·阿塔土克的領導下聯合一起，土耳其大國民議會設立在安卡拉，繼續參與土耳其獨立戰爭。
土耳其國民運動廢除了色佛爾條約，簽訂洛桑條約，確保國境得到各國承認。
國家力量是基於凱末爾主義，它是一個強調共和制的基本政治意識，即政府履行公民權力、世俗的行政制度、民族主義，國家參與的混合型經濟以及國家現代化。